# Alex La Guma
Alex La Guma, född 20 februari 1925 i Kapstaden, död 11 oktober 1985 i Havanna, Kuba, var en sydafrikansk författare och politiker.

## Biografi
Alex La Gumas far Jimmy La Guma var aktiv i Sydafrikanska kommunistpartiet, African National Congress och fackföreningsrörelsen. Sonen gick i sin fars fotspår. Han var med om att utforma manifestet "The Freedom Charter". På grund av detta arresterades han i december 1956 för förräderi. Efter fem år av domstolsförhandlingar och protester blev målet nedlagt.
La Guma arbetade jämsides med sitt politiska värv som bokhållare och kontorist. 1956 började han som journalist i det progressiva New Age. År 1958 blev han beskjuten men överlevde. Efter Sharpevillemassakern 1960 arresterades La Guma igen. De följande åren befann han sig i fängelse eller husarrest. Till slut gick han i landsflykt 1966, först till London, sedan till Kuba.
Han debuterade 1962 med novellsamlingen "A walk in the night", som handlar om människor i slumområdet District Six, där han själv växte upp. In the fog of the season's end skildrar de politiska aktivisternas liv.

## Verk översatt till svenska
- I dimman då sommaren dör, 1982 (In the fog of the season's end 1972)